# Christopher Law

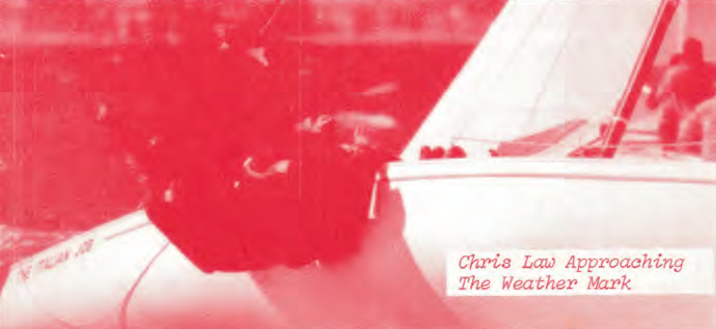
Chris Law se acerca al Weather Mark durante el Campeonato Mundial de Solingen de 1982.

Christopher Law (5 de julio de 1952-24 de julio de 2007) fue un deportista británico que compitió en vela en la clase Finn. Ganó una medalla de oro en el Campeonato Mundial de Finn de 1976 y una medalla de oro en el Campeonato Europeo de Finn de 1980.

## Palmarés internacional
| Campeonato Mundial | Campeonato Mundial   | Campeonato Mundial | Campeonato Mundial |
| Año                | Lugar                | Medalla            | Clase              |
| ------------------ | -------------------- | ------------------ | ------------------ |
| 1976               | Brisbane (Australia) | Medalla de oro     | Finn               |
| Campeonato Europeo |                      |                    |                    |
| Año                | Lugar                | Medalla            | Clase              |
| 1980               | Helsinki (Finlandia) | Medalla de oro     | Finn               |